# Спарта (футбольный клуб, Львов)
ЛСК «Спарта» Львов — польский футбольный клуб, представлявший город Львов.

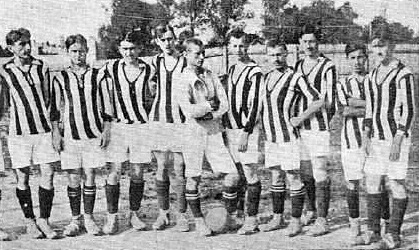
1910 год. «Спарта» Львов (К.Башняк, Ашенберг, Карасинський, Павловський, Прелич, Макович, Булак, Волак, Конопка, Кустанович)

Основан в 1910 году солдатами 6-го воздушного полка. Клубные цвета — чёрный и белый. Клуб существовал до сентября 1939 года. Высшим достижением команды является выход в финал Кубка Польши 1926 года, где она уступила краковской «Висле» со счетом 1-2.

## Достижения
- Финалист Кубка Польши: 1926